# Małgorzata Pośpiech
Małgorzata Pośpiech – polska dziennikarka, pisarka, tłumaczka, reżyser filmów dokumentalnych i eksperymentalnych, fotografik.

## Życiorys
Doktor nauk humanistycznych w zakresie filmoznawstwa. Na stałe przebywa w Nowym Jorku.
Opublikowała ponad 300 artykułów, recenzji, esejów, wywiadów współpracując z „Odrą”, „Kinem”, „Filmem”, „Polityką”, „Arkuszem”, nowojorskim „Nowym Dziennikiem”. Autorka filmów dokumentalnych „Arthur Penn” (Telewizja Polska), „Pokolenie” i programów telewizyjnych dla TVP Polonia, eksperymentalnych „Heat” oraz video instalacji „Wasteland” i „Landscapes”, pokazywanych w nowojorskich galeriach.
Przeprowadziła ponad siedemdziesiąt wywiadów ze świadkami i uczestnikami wydarzeń drugiej wojny światowej tworząc archiwum Stowarzyszenia Weteranów Polskich w Nowym Jorku (połączone z oficjalną stroną nowego filmu Petera Weira „The Way Back”).

## Filmografia[2]
- 2005 – Heat (reżyseria, scenariusz, zdjęcia, montaż, producent)
- 2003 – A Generation (reżyseria, dokumentacja)
- 1994 – Arthur Penn (reżyseria, scenariusz)

## Publikacje
- Arthur Penn. Rozmowy (1992-1995), Toruń: Wydawnictwo Adam Marszałek, 2004.[3]
- Miasteczko, Toruń: Wydawnictwo Adam Marszałek, 2014.[4]
- Siódmy krąg, Toruń : Wydawnictwo Adam Marszałek, 2016
- Notatnik, Toruń: Wydawnictwo Adam Marszałek, 2016